# Zoltán Pokorni
 (février 2017).
Si vous disposez d'ouvrages ou d'articles de référence ou si vous connaissez des sites web de qualité traitant du thème abordé ici, merci de compléter l'article en donnant les références utiles à sa vérifiabilité et en les liant à la section « Notes et références ».
Dans le nom hongrois Pokorni Zoltán, le nom de famille précède le prénom, mais cet article utilise l’ordre habituel en français Zoltán Pokorni, où le prénom précède le nom.
Zoltán Pokorni est un professeur et politicien hongrois membre du parti Fidesz. Il est né le 10 janvier 1962 à Budapest.
Il est actuellement vice-président du parti et était président sur la période 2001-2002.
Pokorni devient membre de l'Assemblée nationale de Hongrie pour la première fois, lors des élections de 1994.
Après que le Fidesz gagne les élections de 1998, Viktor Orbán le nomme ministre de l’Éducation. Durant son mandat, l'intégration des systèmes d'enseignement supérieur est finalisée, le système de prêts étudiants est mis en place et les frais de scolarité se voient supprimés.
Il succède à László Kövér à la présidence du Fidesz. Après la déroute électoral du Fidesz, lors des élections de 2002, il redevient chef du groupe parlementaire.
En 2006, il est élu maire du XIIe arrondissement de Budapest (Hegyvidék) puis réélu en 2010, 2014 et 2019.

## Vie privée
Marié avec une psychologue du nom d'Andrea Beck, ils ont quatre enfants : Benedek Donát (1992), Ágoston Jakab (1996), Ábel Boldizsár (1999) et Barnabás Vince (2001).